# Kwas glikolowy
Kwas glikolowy, kwas hydroksyoctowy – organiczny związek chemiczny, najprostszy przedstawiciel α-hydroksykwasów. Jest bezbarwnym, bezwonnym, higroskopijnym ciałem stałym, bardzo dobrze rozpuszczalnym w wodzie. Jest używany do produkcji preparatów ochronnych skóry.

## Otrzymywanie
Kwas glikolowy jest otrzymywany w reakcji kwasu chlorooctowego z wodorotlenkiem sodu, a następnie zakwasza się środowisko. Sumaryczna reakcja wygląda następująco:
ClCH
2CO
2H + NaOH → HOCH
2CO
2H + NaCl
Światowa produkcja sięga kilku tysięcy ton rocznie. Na duża skalę kwas glikolowy uzyskuje się w katalitycznej reakcji formaldehydu z gazem syntezowym. Można go także wyizolować ze źródeł naturalnych, jak trzcina cukrowa, burak cukrowy, ananas, kantalupa (gatunek melona) czy winorośl. Można go również otrzymać w procesie enzymatycznym, w którym – w porównaniu do metody tradycyjnej – powstaje mniej zanieczyszczeń i produktów ubocznych oraz zużywa się mniej energii.

## Zastosowanie
Dzięki bardzo dobrym zdolnościom do przenikania skóry, kwas glikolowy znajduje zastosowanie w produktach ochrony skóry. Stosowany jest w celu polepszenia wyglądu skóry i jej tekstury. Powoduje zmniejszenie zmarszczek, trądziku młodzieńczego oraz hiperkeratozy. Po zaaplikowaniu, kwas glikolowy, reaguje z górnymi warstwami naskórka pobudzając właściwości wiążące lipidów które utrzymują martwe komórki naskórka razem. Dzięki temu warstwa zrogowaciała naskórka złuszcza się, ukazując żywą skórę. Kwas glikolowy wysokiej czystości dostępny jest komercyjnie jako środki higieny osobistej.
Kwas glikolowy jest także cennym półproduktem w syntezie organicznej, głównie w reakcjach redoks, estryfikacji i polimeryzacji długołańcuchowej. Jest stosowany jako monomer kwasu poliglikolowego i innych biozgodnych kopolimerów. Znajduje także zastosowanie w przemyśle tekstylnym jako środek barwiący oraz przy garbowaniu, jako dodatek do żywności konserwant. Dodawany jest także do emulsji polimerów, dodatek do tuszów i farb.

## Zagrożenia
Kwas glikolowy działa silnie drażniąco. Spożycie kwasu glikolowego jest także niebezpieczne, gdyż – tak jak glikol etylenowy – jest on metabolizowany do kwasu szczawiowego.